# HPA TT62
Die HPA TT62 Alekto ist ein zweimotoriges Geschäftsreiseflugzeug der für dessen Konstruktion und Bau gegründeten High Performance Aircraft GmbH & Co. KG (HPA). Nach dem Erstflug des Prototyps wurde die Flugzeugentwicklung durch Insolvenz des Herstellers HPA abgebrochen.

## Geschichte
Der Initiator des Projektes und Firmengründer Heiko Teegen († 5. August 2003) war Chefredakteur der Zeitschrift Pilot und Flugzeug. Die Firmengründung erfolgte im Jahre 2002 mit erheblicher Technologieförderung durch das Land Mecklenburg-Vorpommern. Firmensitz war Zirchow auf der Insel Usedom am Flughafen Heringsdorf.
Der nur ca. siebenminütige Erstflug der Maschine mit dem Luftfahrzeugkennzeichen D-IXTT erfolgte am 22. Februar 2005 vom Flughafen Heringsdorf. Das Flugzeug wurde dabei von dem Testpiloten Gérard Guillaumaud geflogen.
Es zeigte sich, dass die Maschine einseitig zog und die projektierten Leistungsdaten nicht erreichen konnte. Am Prototyp wurden daraufhin aufwändige Untersuchungen angestellt. Als Ursache der unbefriedigenden Leistungsfähigkeit erwies sich eine nicht vorhergesehene Interferenz zwischen dem Tragflügel, dem Propeller, dem sie tragenden Pylon und dem Leitwerk.
Zur Behebung des Problems wurden grundlegende Änderungen erforderlich. Das Projekt ging in eine Neudefinitionsphase, die zu grundlegenden Änderungen mit einem Einbau der Motoren in den Tragflügel führte. Der Beiname des Projektes wurde von Alekto in Baltic geändert (2/2006).
Die HPA hat im Juli 2006 Insolvenz angemeldet. Der Prototyp der TT62 wurde am 15. Februar 2007 vom Otto-Lilienthal-Museum übernommen und ist seitdem im Aeronauticon, dem Freigelände des Museums auf dem Flugplatz Anklam ausgestellt.

## Konstruktion
Die Maschine wurde aus kohlenstofffaserverstärktem Kunststoff gebaut und ist mit einziehbarem Bugradfahrwerk und Druckkabine konzipiert. In ihren Grundzügen wurde die Maschine durch den Firmengründer der HPA, Heiko Teegen entworfen. Der Chefkonstrukteur war Christian Majunke. Ziel des Entwurfes war es, ein kostengünstiges, mit Kerosin (Jet-A1) zu betreibendes Geschäftsreiseflugzeug nach JAR-23 mit einer Reisegeschwindigkeit von 230 KTAS für etwa 750.000 DM Verkaufspreis zu entwickeln. Es wurden schließlich Optionen auf Flugzeuge für EUR 450.000 angeboten.
Um das Ziel zu erreichen, wurden die beiden Antriebsdieselmotoren hinter die Zelle gelegt. Der Antrieb erfolgte durch zwei verstellbare fünfblättrige Luftschrauben, die an Pylonen hinten seitlich am Rumpf angebracht sind. Diese tragen auch die Kühler. Das Leitwerk hat T-Form.

## Technische Daten
| Kenngröße             | Daten |
| --------------------- | --- |
| Besatzung             | 1 |
| Passagiere            | 5 |
| Länge                 | 11,68 m |
| Spannweite            | 11,24 m |
| Höhe                  | 3,71 m |
| Rumpfdurchmesser      | 1,55 m |
| Rumpflänge            | 10,5 m |
| Kabinenlänge          | 4,50 m |
| Kabinenbreite         | 1,4 m |
| Flügelfläche          | 15,46 m² |
| Flügelstreckung       | 8,2 |
| Leermasse             | 1780 kg |
| Startmasse            | 2550 kg |
| Treibstoffzuladung    | 500 kg / 620 l (163 Gal)                                                                                        |
| Flächenbelastung      | 182 kg/m² (31 lb/sqft)                                                                                          |
| Reisegeschwindigkeit  | 240 kn (ca. 440 km/h) (projektiert)                                                                             |
| Höchstgeschwindigkeit | 250 kn (ca. 460 km/h) (projektiert)                                                                             |
| Dienstgipfelhöhe      | |
| Reichweite            | |
| Triebwerke            | 2× TAE310 Thielert Centurion 4.0 mit je 228 kW (310 PS) bei 3890 min−1, V8-Diesel, turbogeladen, flüssiggekühlt |
| Treibstoff/Verbrauch  | Jet A, 64 kg/h / Sparflug: 47 kg/h (projektiert)                                                                |
| Triebwerke (TBO)      | 3000 h / 20 Jahre (projektiert)                                                                                 |
| Propeller             | 2× 5-Blatt-Verstellpropeller, an zwei Pylonen mit Umlenkgetriebe                                                |
| Propellerdrehzahl     | Konstantdrehzahl 2300 min−1                                                                                     |
| Propellerdurchmesser  | 1,75 m |